# Cécilia Attias

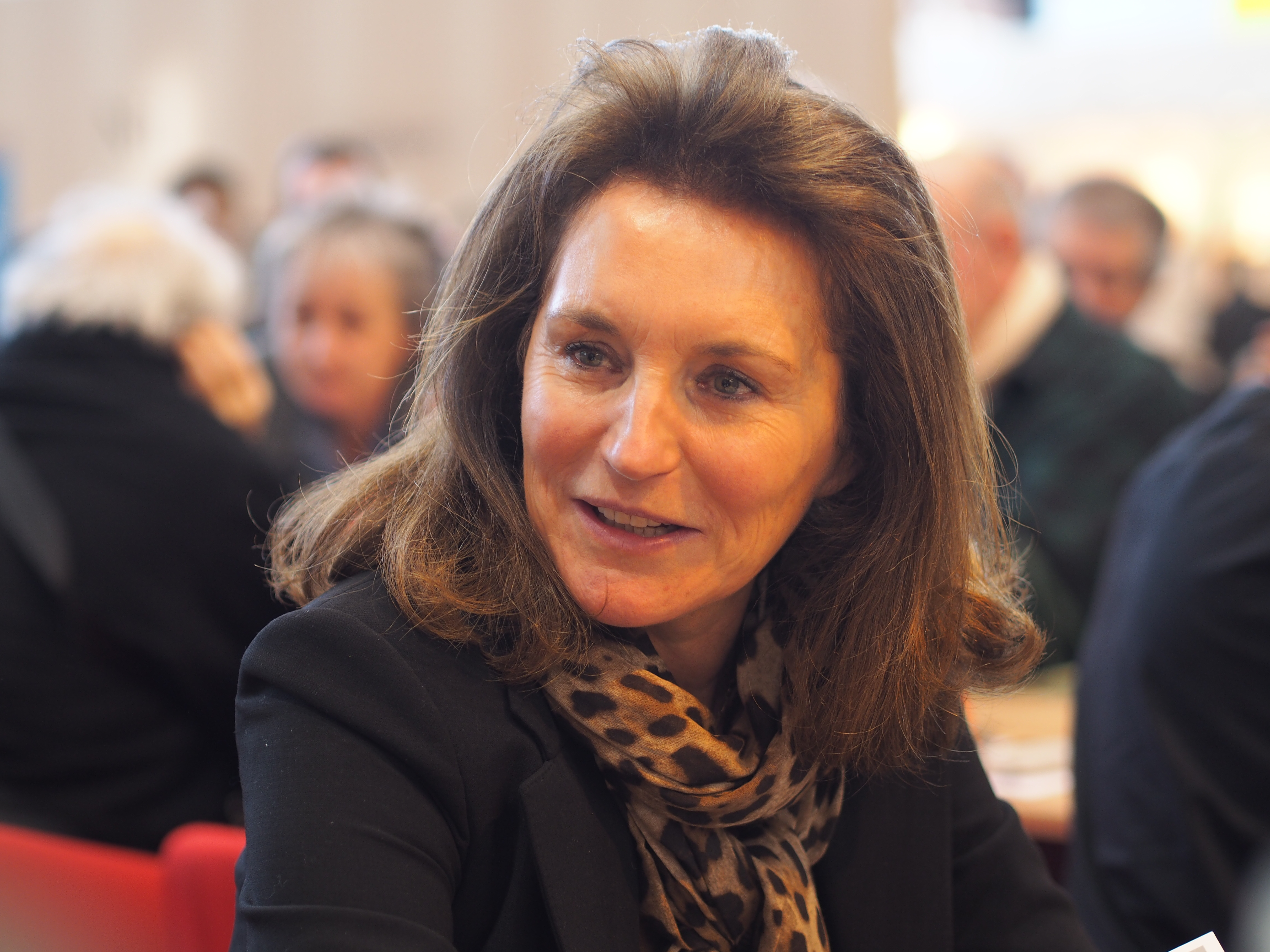
Cécilia Attias (2014).

Cécilia Maria Sara Isabel Attias (geboren Cécilia Ciganer-Albéniz, während ihrer zweiten Ehe Cécilia Sarkozy; * 12. November 1957 in Boulogne-Billancourt, Département Hauts-de-Seine, Frankreich) ist ein früheres französisches Mannequin und war durch ihre Ehe mit dem ehemaligen französischen Staatspräsidenten Nicolas Sarkozy 2007 kurzzeitig Première Dame von Frankreich.

## Frühe Jahre
Cécilia Ciganer-Albeniz wurde im Jahr 1957 als Tochter von André Ciganer (oder Aron Chouganov) und dessen Frau Teresita Albéniz geboren. Ihr Vater wurde in der Nähe von Bălți im heutigen Moldawien geboren und stammte aus einer Familie von jüdischen Großgrundbesitzern aus der Gegend von Odessa in der Ukraine. Der Familienname Ciganer ist das jiddische Wort für „Zigeuner“, woraus sich in zahlreichen Medien verbreitete Legenden ergeben, nach denen Ciganer von Roma abstammen soll. André Ciganer verließ als Jugendlicher seine Heimat, zog 1917 an die baskische Küste in Spanien und heiratete Teresita „Diane“ Albéniz, Enkelin des spanischen Komponisten Isaac Albéniz. Nach 1945 ließ er sich als Pelzhändler in Paris nieder.
Sie besuchte das von einem katholischen Orden geführte Lycée Institut de l'Assomption und erlangte ihr Baccalauréat B (économie) (Abitur B mit sozial- und wirtschaftswissenschaftlicher Ausrichtung) mit Auszeichnung. Nach dem Abitur nahm Cécilia zunächst das Studium der Rechtswissenschaft an der Universität Paris II Panthéon-Assas auf und lebte von Gelegenheitsjobs unter anderem als Mannequin bei Coco Chanel und Elsa Schiaparelli. Einige Fotos von ihr erschienen in der Vogue. Nach Abbruch des Studiums arbeitete sie zeitweise bei René Touzet, einem Senator aus dem Département Indre.

## Privatleben
Im Alter von 26 Jahren, am 10. August 1984, heiratete Cécilia Ciganer-Albéniz hochschwanger den französischen Schauspieler und Fernsehmoderator Jacques Martin. Mit ihm hat sie zwei Töchter. Nach der Trennung von ihrem Mann zog sie 1987 mit Nicolas Sarkozy zusammen. Ihre Ehe mit Jacques Martin wurde 1989 geschieden und am 23. Oktober 1996 heiratete sie Sarkozy in Neuilly-sur-Seine und nahm seinen Familiennamen an. Aus dieser Ehe ging ein Sohn hervor. Nachdem Nicolas Sarkozy am 28. November 2004 zum Parteichef der UMP ernannt worden war, erschien seine Frau Cécilia im Organigramm der Partei als „Kabinettschefin“ ihres Mannes. Cécilia Sarkozy gab während des Wahlkampfes nicht wie üblich öffentlich ihre Stimme ab, sondern blieb den Wahlurnen fern. Am 18. Oktober 2007 gab der Elysée-Palast die Scheidung des Ehepaars Sarkozy bekannt. Am 23. März 2008 heiratete Cécilia Ciganer-Albéniz den aus Marokko stammenden 48-jährigen Event-Manager Richard Attias in New York.

## Rolle als Ehefrau Sarkozys
An der Freilassung der bulgarischen Krankenschwestern und des palästinensischen Arztes aus libyscher Haft am 24. Juli 2007 hatte sie nach Meinung der Französischen Regierung durch persönliche Kontakte zum Staatschef Muammar al-Gaddafi einen bedeutenden Anteil. Dieser Meinung widersprachen allerdings einige andere Mitgliedsländer der Europäischen Union, die ihre eigenen Bemühungen durch das Engagement Cécilia Sarkozys in den kurz vor dem Abschluss stehenden Verhandlungen über die Freilassung in den Schatten gestellt sahen. Sie begleitete die Geiseln unter großer Beachtung der Medien persönlich im Flugzeug aus Libyen, was danach zu Unmut bei anderen beteiligten Nationen führte. Gerade in Deutschland sah man die eigenen Bemühungen zur Freilassung der Geiseln nicht angemessen honoriert, und auch in Frankreich selbst wurde ihre Rolle in den Verhandlungen kritisiert. Dessen ungeachtet bedankte sich EU-Kommissionspräsident José Manuel Barroso ausdrücklich auch bei ihr für ihren Einsatz. Auf Druck der französischen Opposition, Cécilia Sarkozy vor einem parlamentarischen Untersuchungsausschuss aufgrund möglicher Waffengeschäfte zu zitieren, räumte sie Gegenleistungen in Form von medizinischer Ausbildung, Aids-Medikamenten und Visa für AIDS-Patienten ein.

## Autobiografie
- Une envie de vérité. Flammarion, 9. Oktober 2013, ISBN 978-2081302563. (übersetzt etwa: eine Lust auf Wahrheit)